# カティ・オウティネン
カティ・オウティネン（Kati Outinen, 1961年8月17日 - ）は、フィンランド・ヘルシンキ出身の女優。

## 来歴
子役から始まり、演劇やテレビドラマへの出演のほか、声優としても活動。アキ・カウリスマキ監督作品の主役級の常連として国際的に知られ、北欧のみならずアメリカ・ドイツ・フランスなどの外国映画にも出演している。2002年、『過去のない男』でカンヌ国際映画祭 女優賞を受賞。
2002年から2013年まで、ヘルシンキ映画学校で演技の教官を務めた。また、連続テレビドラマ『Salatut elämät』の脚本に貢献したほか、記憶障害をテーマとした舞台『Yhä tabuja』を自作自演するなど、脚本家・舞台監督としても活躍している。

## 主な出演作品
- パラダイスの夕暮れ Varjoja paratiisissa (1986)
- ハムレット・ゴーズ・ビジネス Hamlet liikemaailmassa (1987)
- マッチ工場の少女 Tulitikkutehtaan tyttö (1990)
- 愛しのタチアナ Pidä huivista kiinni, Tatjana (1994)
- 浮き雲 Kauas pilvet karkaavat (1996)
- ハンネス、列車の旅 Trains'n'Roses (1998）
- 白い花びら Juha (1999)
- 過去のない男 Mies vailla menneisyyttä (2002)
- 10ミニッツ・オールダー 人生のメビウス Ten Minutes Older: The Trumpet (2002)
- 街のあかり Laitakaupungin valot (2006)
- ル・アーヴルの靴みがき Le Havre (2011)
- 男と女 남과 여（2016）
- 希望のかなた Toivon tuolla puolen (2017)